# Brunnenturm (Zürich)

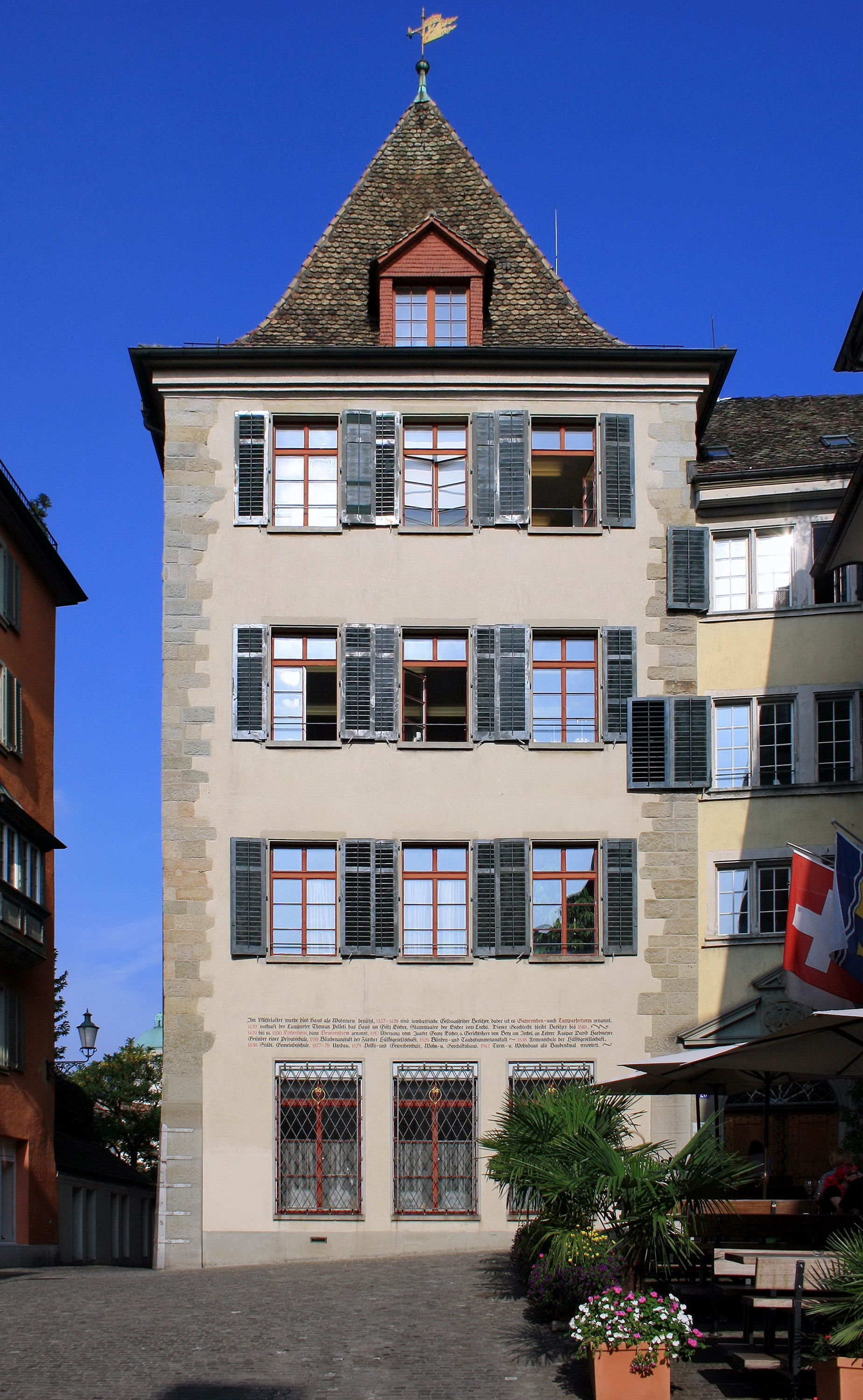
Der Brunnenturm von Süden, rechts der Palas und die Obere Zäune

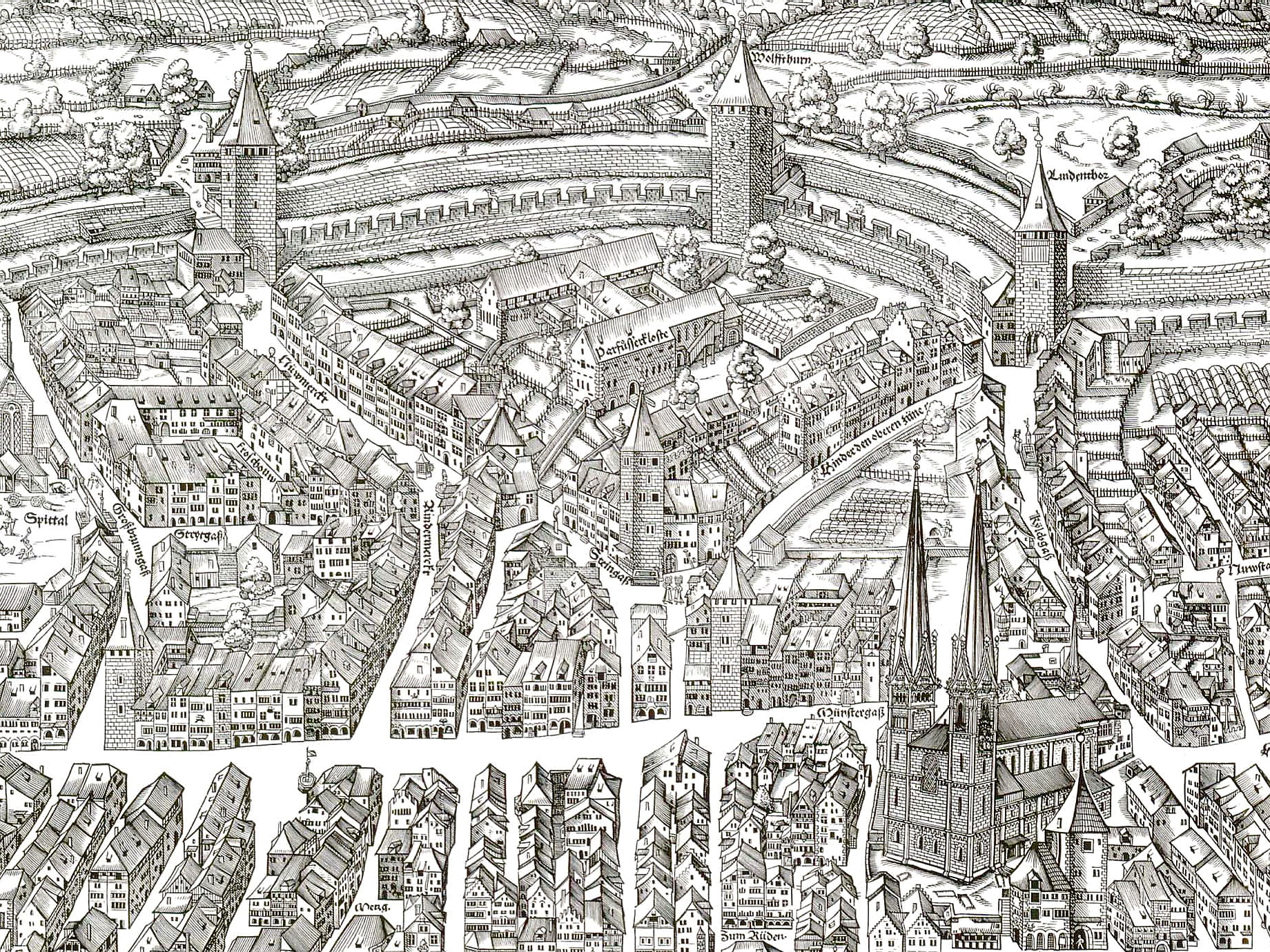
Der Brunnenturm (Bildmitte) und angrenzende Stadtteile, Ausschnitt auf dem Murerplan von 1576.

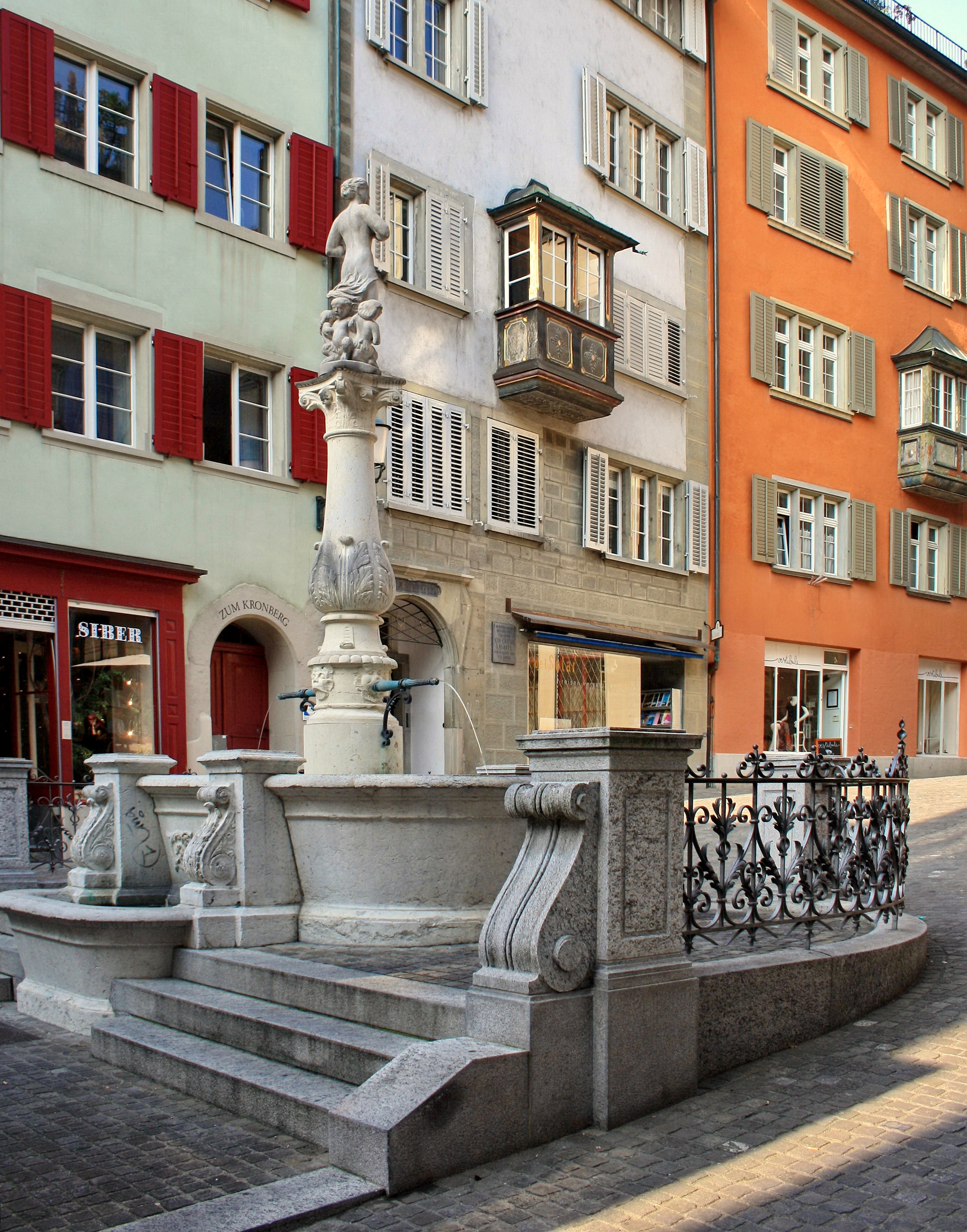
Der Napfbrunnen, im Hintergrund die Spiegelgasse

Der Brunnenturm ist ein spätmittelalterlicher Wohnturm im Quartier Rathaus (Kreis 1) der Schweizer Stadt Zürich. Der auch als Lamparterturm bekannte Adelsturm aus dem 13. Jahrhundert wurde wiederholt renoviert und umgebaut und ist nach verschiedenen Besitzwechseln bis heute erhalten. Der Brunnenturm steht an der «Oberen Zäune» am oberen Ende des Napfplatzes vor dem Restaurant «Turm».

## Geschichte
Der Adelsturm und das angrenzende Wohnhaus (Palas) wurden um das Jahr 1250 inmitten der Altstadt errichtet. Von 1357 bis 1429 war er im Besitz von lombardischen Händlern und Geldausleihern, weshalb er auch als Kawertschenturm bezeichnet wurde. 1429 verkaufte der Lampartner Thoman Velleti das Haus an Götz Escher, Stammvater der Familie Escher vom Luchs, in deren Besitz die Liegenschaft bis 1810 verblieb. Von 1429 bis um das Jahr 1550 wurde das Gebäude Escherturm, dann nach dem auf dem Vorplatz errichteten Brunnen Brunnenturm genannt.
1810 ging der Wohnturm von Junker Georg Escher, alt Gerichtsherr von Berg am Irchel, an den Lehrer Kaspar David Hardmeier über, der darin eine Privatschule gründete. Nachfolgende Nutzer waren 1819 die Blindenanstalt der Zürcher Hülfsgesellschaft, 1826 die Blinden- und Taubstummenanstalt, 1838 die Armenschule der Hülfsgesellschaft und 1836 die städtische Gemeindeschule. Nach einem weiteren Umbau wurde die Liegenschaft ab 1879 als Volks- und Gewerbeschule, später als Wohn- und Geschäftshaus genutzt. Die bislang letzte umfassende Renovation und baugeschichtliche Untersuchungen erfolgten 1942; seither zählt die Anlage zu den zahlreichen Kulturdenkmälern in der Zürcher Altstadt. Seit 1971 ist ein Elterbildungszentrum mit Kindertagesstätte des Schul- und Sportdepartements der Stadt Zürich in Palas und Turm untergebracht.

## Anlage
Der Wohnturm umfasst eine Grundfläche von rund 10 auf 10 Metern und ist 17 Meter hoch, mit Buckelquadern an den Ecken und einem Zeltdach. Der vierstöckige, rund 19 Meter lange Palas an der Ostseite wurde in ähnlicher Bauweise errichtet. Auf seiner dem wenig später angefügten Palas zugewandten Seite weist der Turm eine deutlich geringere Mauerstärke auf, weshalb ein Anbau bereits wohl bei der Planung der Gesamtanlage vorgesehen war. Die Fassade des Palas – das Portal und die spätgotischen Kreuzstockfenster – wurde um das Jahr 1545 vom Steinmetz Christen Gyger umgestaltet, wie zwei Steinmetzzeichen beweisen. Ein umfassender Umbau der Innenräume von Turm und Palas im barocken Stil wurde 1668 durchgeführt, gefolgt 1877/78 von einem Umbau vor allem der Innenräume, wobei die barocke Gestaltung des Wohnhauses teilweise rückgängig gemacht wurde.

## Der Napfplatz und sein Brunnen
Der 1567/68 errichtete Brunnen stand über dreihundert Jahre lang direkt vor dem Brunnenturm,  auf dem im Volksmund Napfplatz genannten Altstadtplatz, an dem die Napfgasse, die Spiegelgasse und die Obere Zäune zusammentreffen. 1876 wurde der Brunnen in das untere Drittel des Platzes verschoben, die beschädigte Säule samt Standbild entfernt und das alte Becken durch ein marmorenes ersetzt. Die heutige Säule und die Brunnenfigur von Arnold Hünerwadel und Johann Riegendinger stammen aus dem Jahr 1911 beziehungsweise 1937. Die alte Brunnensäule ist seit 1910 im Schweizerischen Landesmuseum zu sehen.

## Bildergalerie

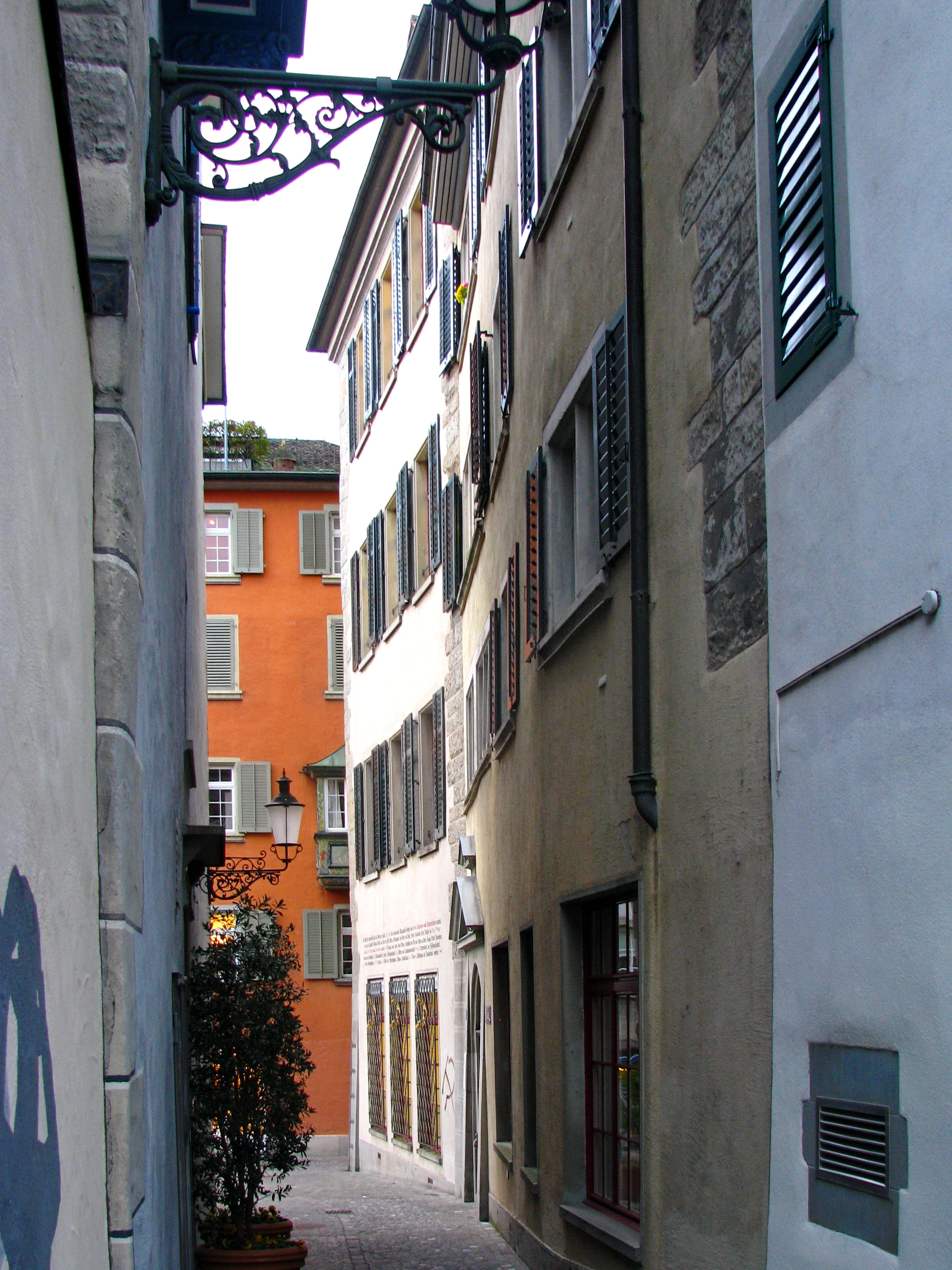
Wohnturm und Palas, Ansicht aus der Oberen Zäune
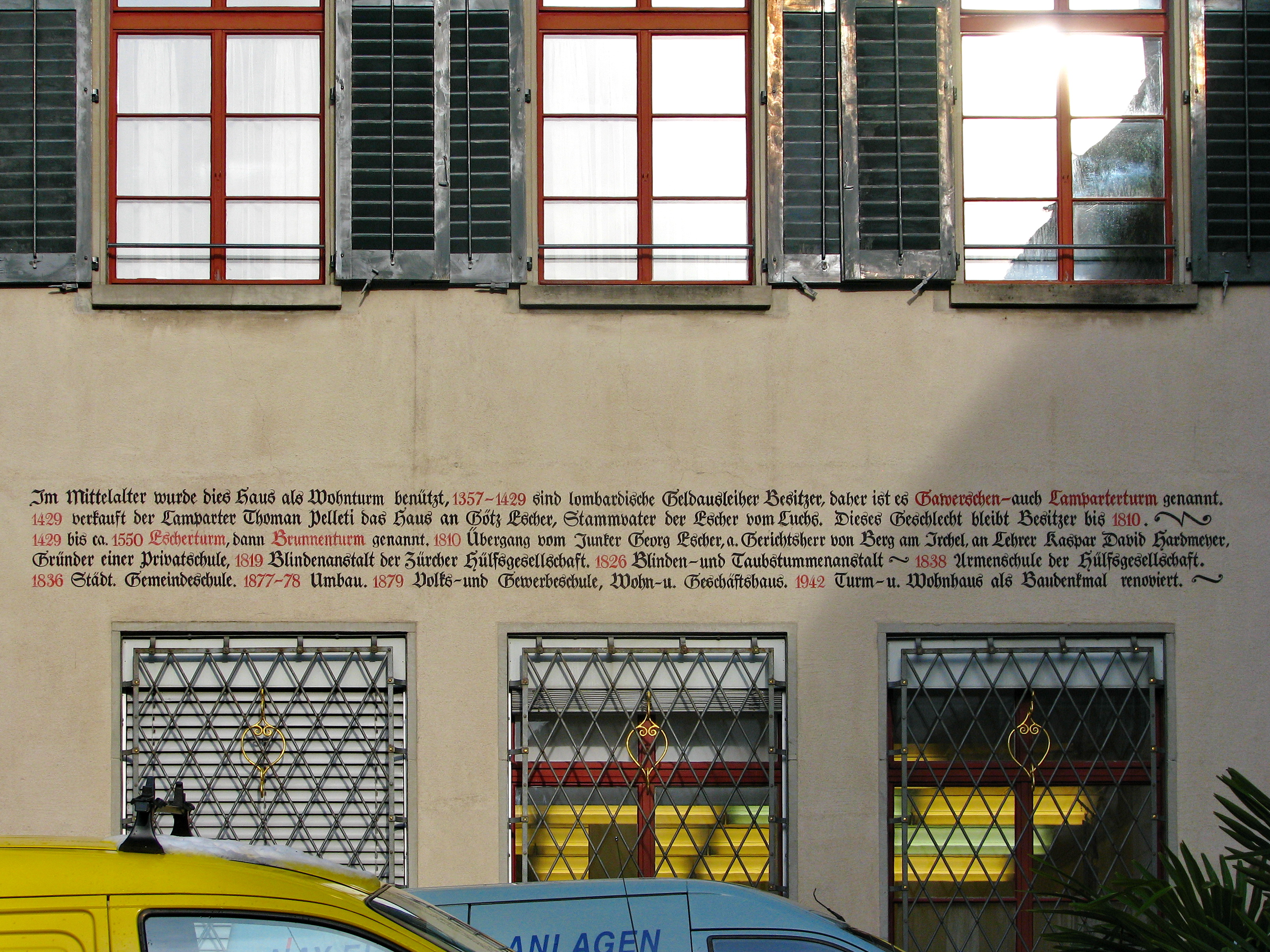
Wohnturm, Detailansicht Südseite
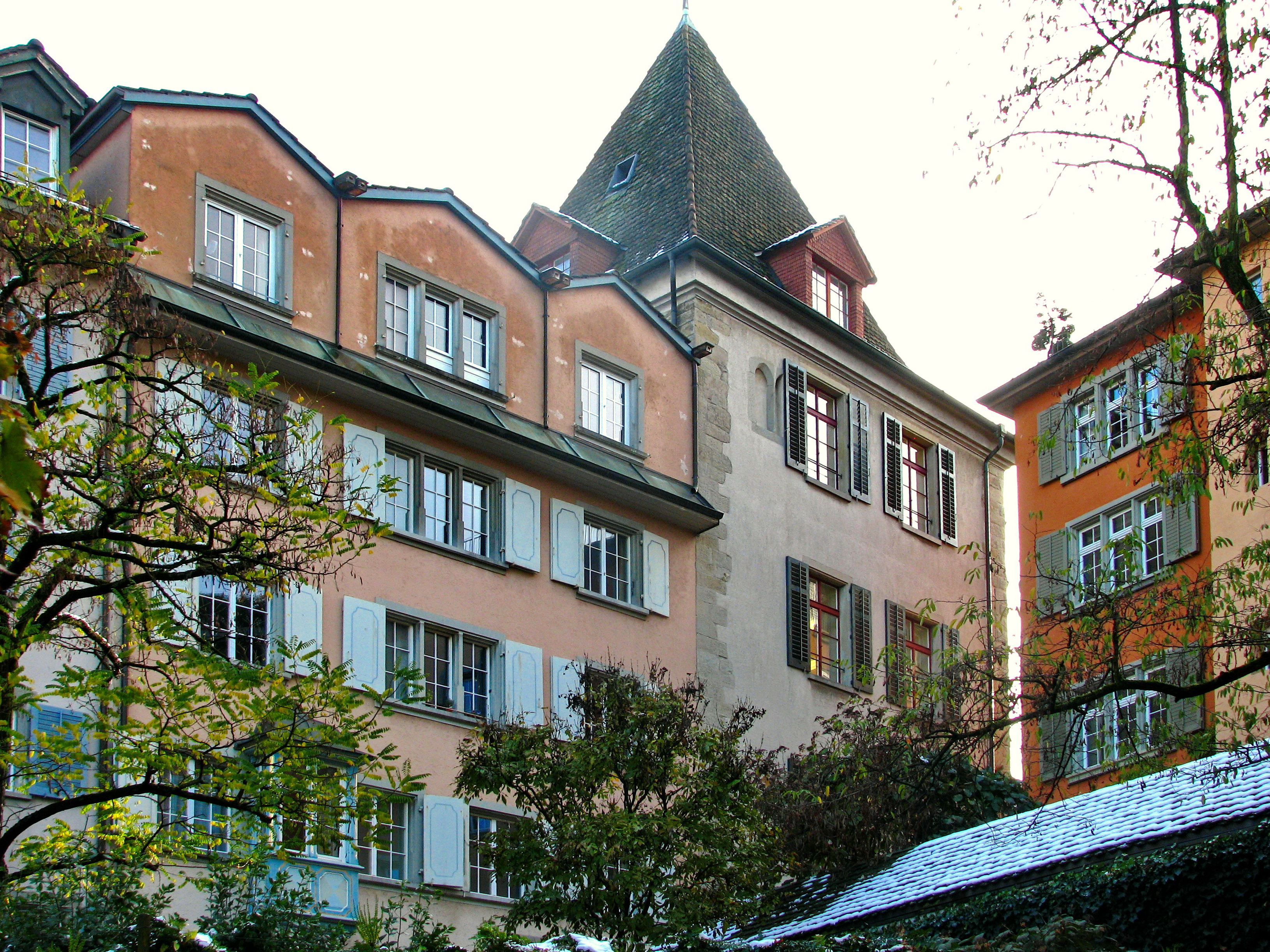
Ansicht von Nordwesten
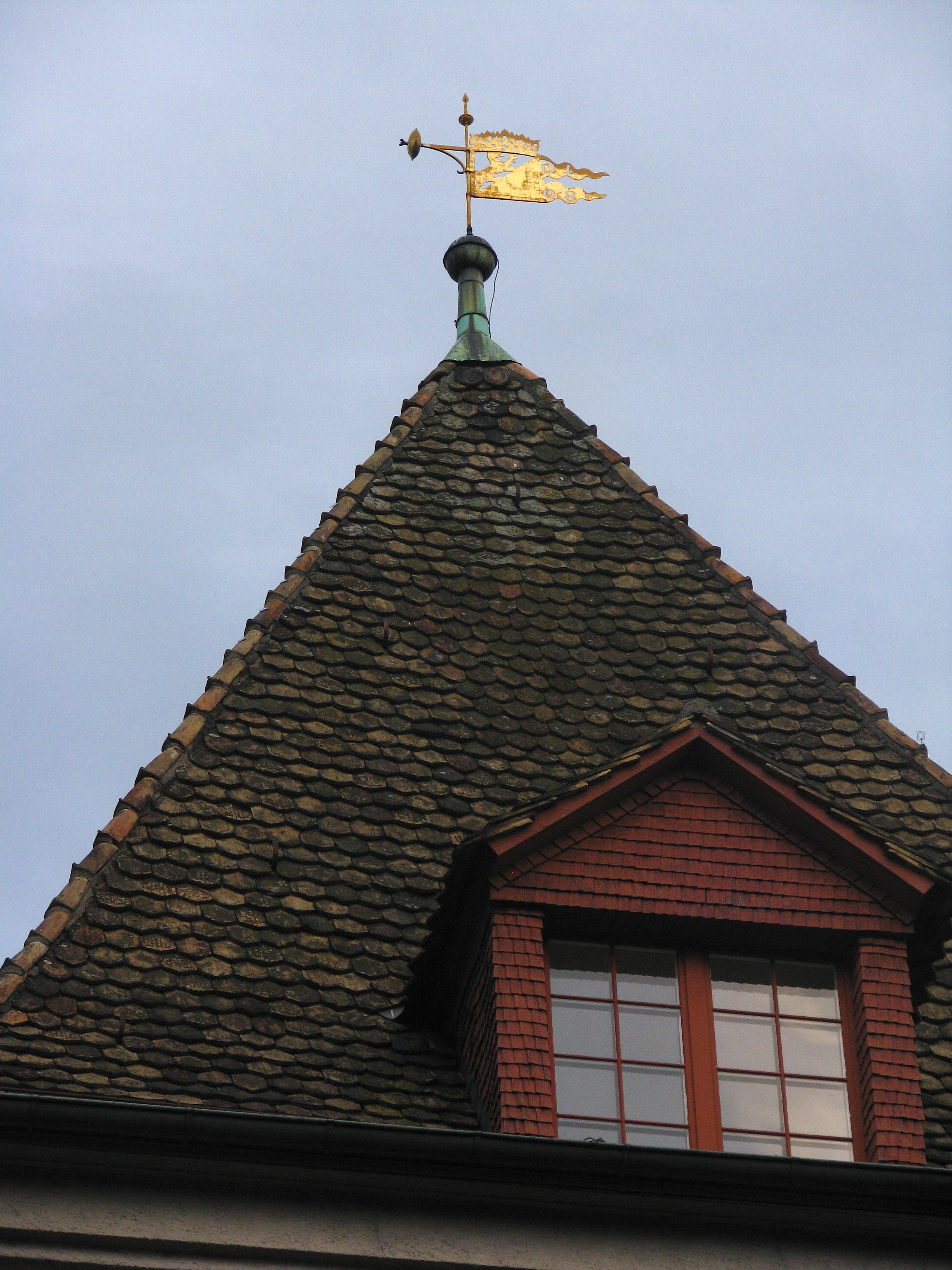
Turmdach
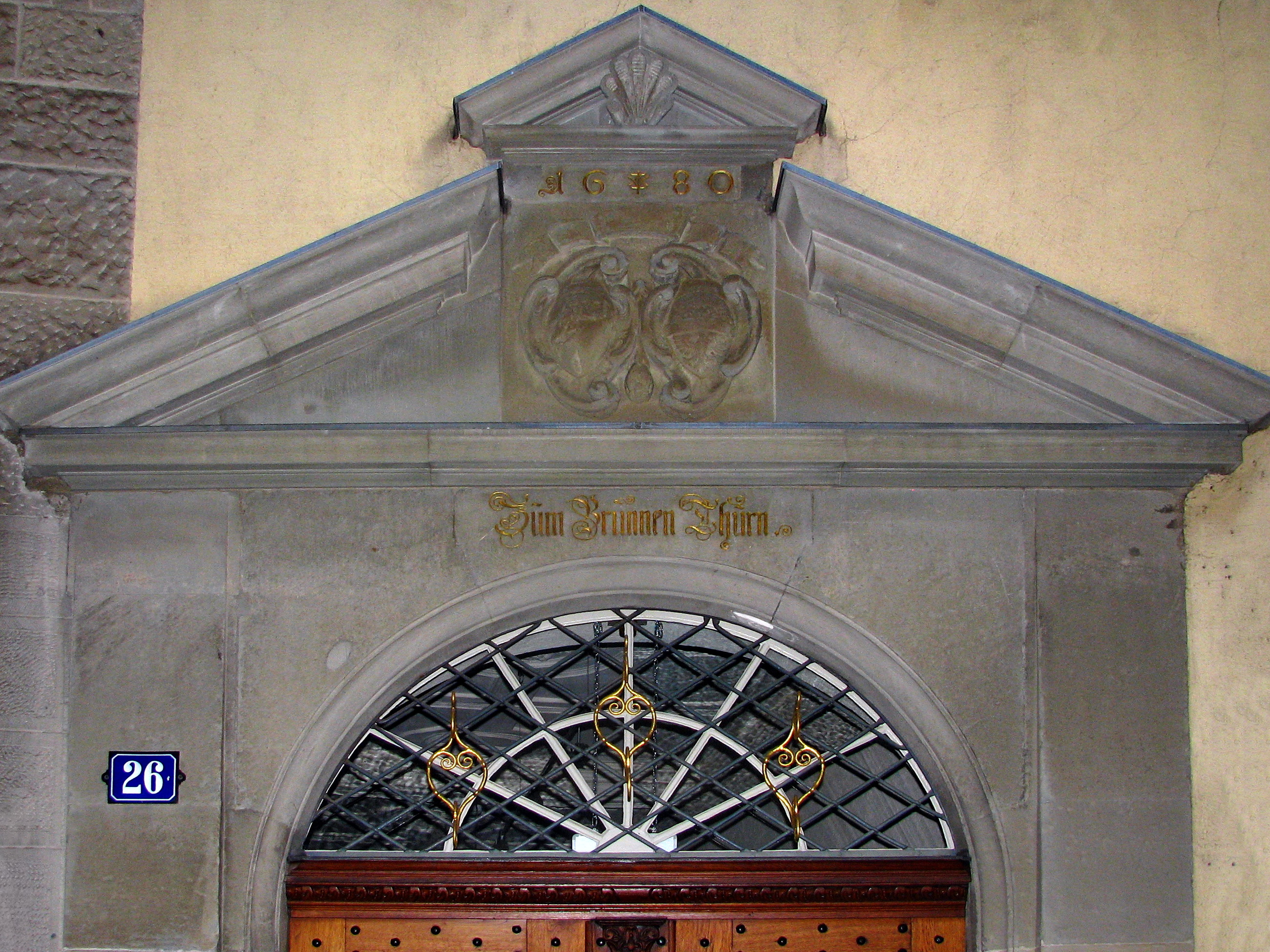
Portal
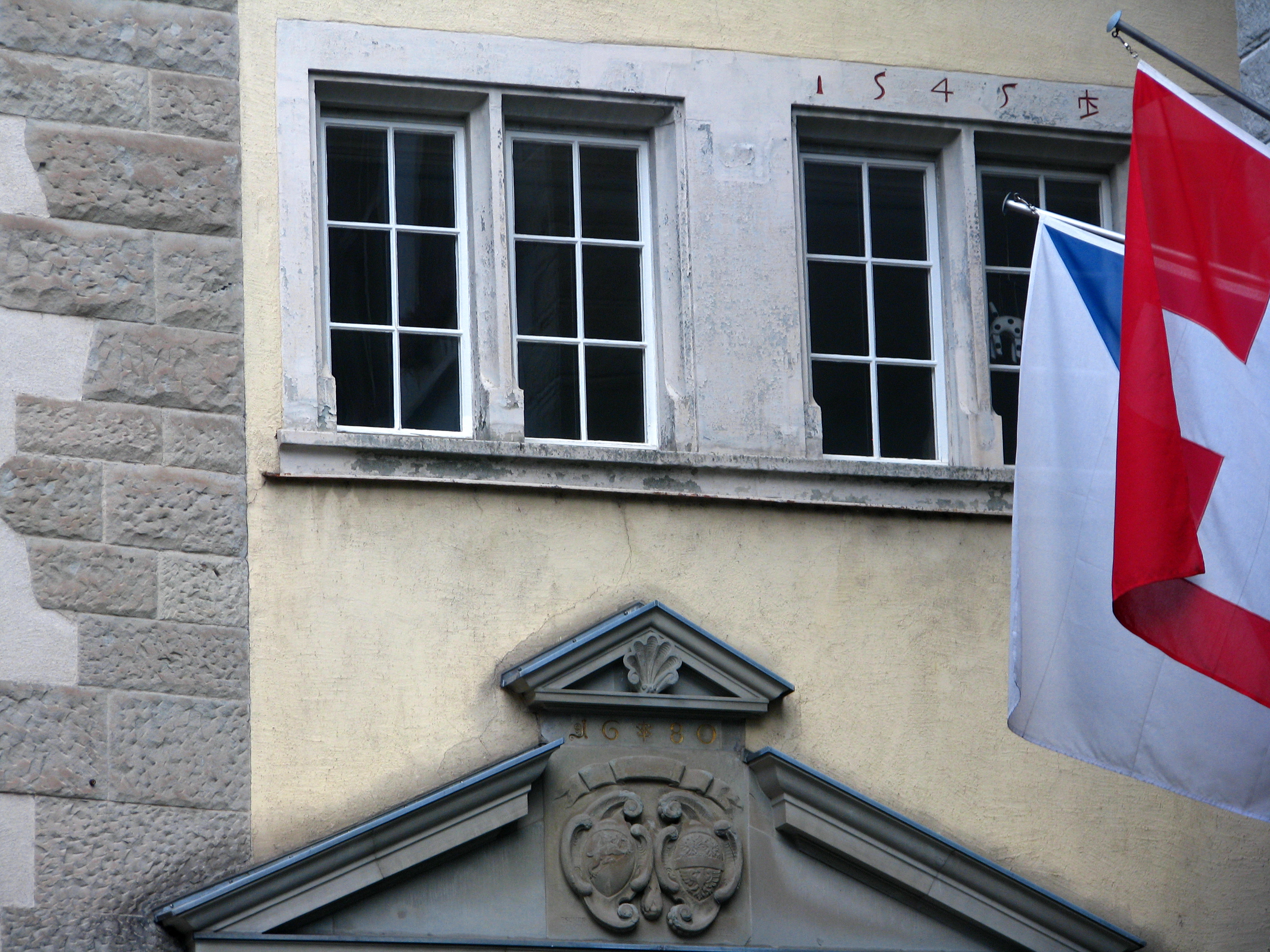
Mauerdetails, Wappen und Steinmetzzeichen
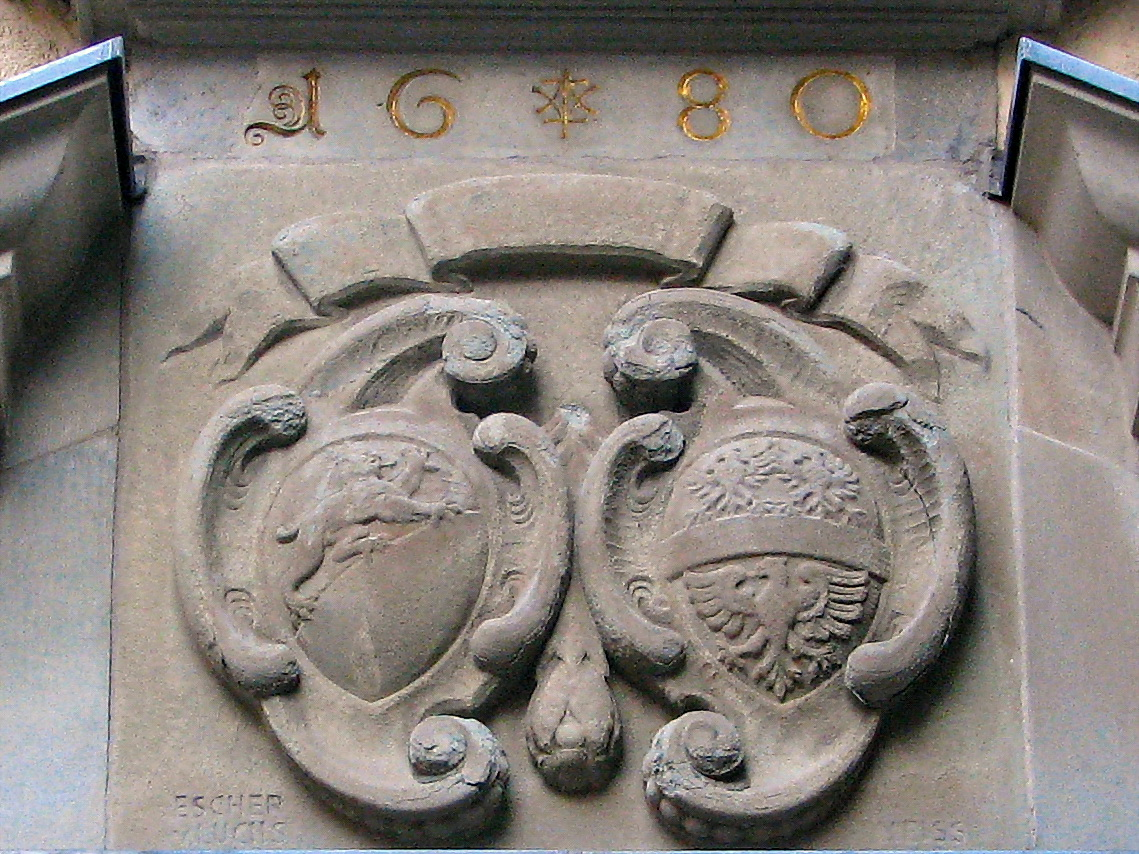
Wappen der Escher vom Luchs und von Meiss
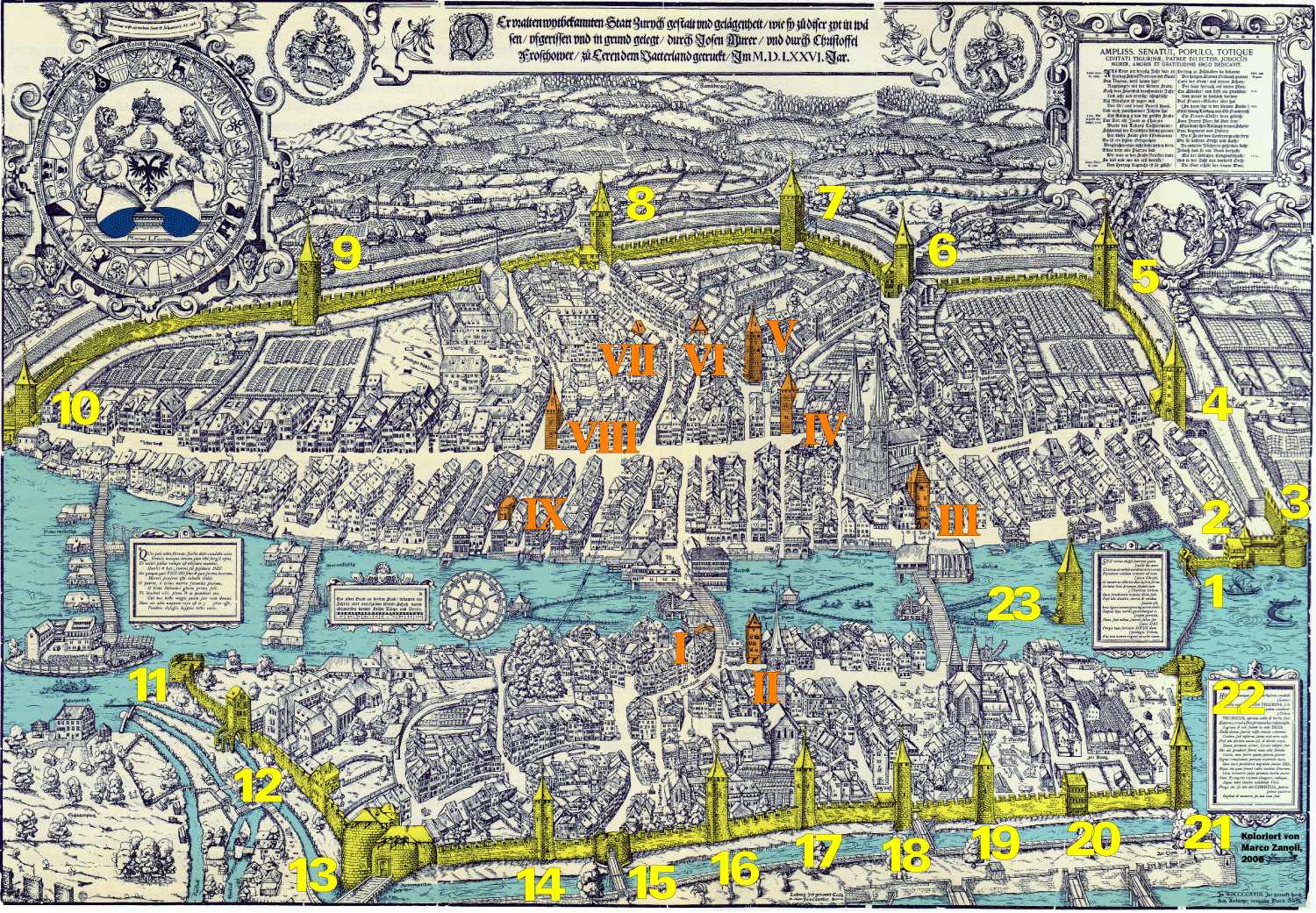
Murerplan von Jos Murer: Gelb die Mauer und Türme der zweiten Stadtbefestigung, orange die Adelstürme; der Brunnenturm ist mit 'V' gekennzeichnet.